# بادي ميريل
بادي ميريل (بالإنجليزية: Buddy Merrill)‏ هو عازف قيثارة أمريكي، ولد في 16 يوليو 1936.

## وصلات خارجية
- بادي ميريل على موقع IMDb (الإنجليزية)
- بادي ميريل على موقع ميوزك برينز (الإنجليزية)
- بادي ميريل على موقع ديسكوغز (الإنجليزية)